# Tony Lewis
Tony Lewis (Londres, 21 de dezembro de 1957 - Londres, 19 de outubro de 2020) foi um cantor, compositor e músico inglês. Ele era o vocalista e baixista da banda pop-rock The Outfield, mais conhecida por seu single "Your Love". Depois de uma longa carreira com a banda, Lewis começou a trabalhar como artista solo, lançando seu primeiro álbum Out of the Darkness na primavera de 2018 pela Madison Records.

## Biografia
Lewis nasceu em 21 de dezembro de 1957 no East End de Londres, e cresceu em um bairro de classe trabalhadora. A música foi um ponto brilhante em sua vida, e seu amor pela música começou cedo. O rádio estava sempre ligado na casa de Lewis, e suas primeiras influências foram os clássicos da década de 1960. Aos 9 anos, Lewis ouviu os Beatles pela primeira vez e foi imediatamente fisgado pela banda de rock britânica. Mais tarde, ele se tornou um grande fã de T. Rex, David Bowie, Rolling Stones e outras bandas de glam rock dos anos 1970.
Na escola secundária, Lewis levou seu amor pela música um passo adiante, formando sua primeira banda com Alan Jackman; Lewis tocava baixo e Alan tocava bateria.
Alguns anos depois, os dois se juntaram ao guitarrista John Spinks e formaram uma banda de rock progressivo que chamaram de Sirius B. Mas no início dos anos 1980 a cena punk-rock estava explodindo em Londres; a música progressiva de Sirius B não estava mais em demanda, e eles se separaram. Lewis, em seguida, saiu por conta própria, tocando em várias bandas locais e clubes em Londres, muitas vezes chegando ao microfone para cantar os vocais principais.

## The Outfield
Lewis estava fazendo shows em Londres quando John Spinks o encontrou novamente. Ele ouviu Lewis cantando e foi inspirado a reunir a banda novamente. Eles se juntaram novamente com Alan, desta vez formando uma banda que chamaram de The Baseball Boys. Eles viajaram pelo Reino Unido, aprimorando o som power-pop que era sua assinatura. Depois de fazer turnê por um tempo e fortalecer seu som, a banda ganhou a reputação de tocar música "americana". Depois de gravar demos no Scarf Studios, eles fizeram uma pausa quando assinaram com uma empresa americana. O novo empresário sugeriu uma mudança de nome para The Outfield, e os ajudou a assinar um contrato de gravação. The Outfield lançou seu primeiro álbum em 1985, Play Deep.
Play Deep se tornou um álbum multi-platina e alcançou o Top 10 na parada US Billboard Hot 200. O single "Your Love" alcançou a sexta posição na parada Billboard Hot 100.
The Outfield fez uma turnê extensa e a banda lançou seu segundo álbum Bangin em 1987, e um terceiro álbum, Voices of Babylon, em 1989. Ao longo do final dos anos 1980, a banda continuou a fazer turnês pelos Estados Unidos.
Após o lançamento de Voices of Babylon, o baterista Alan Jackman se separou da banda, mas Lewis continuou a trabalhar com John Spinks e vários bateristas para continuar gravando como The Outfield, lançando álbuns regularmente:
- 1989: Voices of Babylon[12]
- 1990: Diamond Days
- 1992: Rockeye
- 2006: Anytime Now
- 2011: Replay[15]

## 2014–2020
Em 2014, John Spinks morreu de câncer no fígado aos 60 anos. Sua amizade e parceria musical significavam muito para Lewis, e a perda de seu amigo foi devastadora. Posteriormente, Lewis decidiu fazer uma pausa na música por dois anos. Sua esposa, Carol, acabou incentivando-o a começar a gravar novamente e a voltar ao que ele realmente amava fazer e ao que sempre o confortou. Ele voltou às suas raízes solo, revisitando as primeiras ideias líricas e brincando com um corpo de faixas de apoio. Eventualmente, ele se juntou a sua esposa Carol; ele descobriu que ela tinha talento para escrever letras.
Tony e Carol colaboraram em um novo corpo de trabalho, assumindo o espírito de The Outfield enquanto permitia que o estilo de Lewis brilhasse. Em outubro de 2017, com o apoio de Randy Sadd da Protocol Entertainment (que foi promotor de rádio do The Outfield de 2004 a 2011), Lewis foi apresentado a Tanner Hendon, e assinou contrato com a gravadora deste último, Madison Records. Um novo álbum foi lançado logo, Out of the Darkness, apresentando o single inicial "Into the Light". Neste novo álbum, Lewis tocou todos os instrumentos, além de produzir e gravar tudo sozinho.

## Morte
Lewis morreu em 19 de outubro de 2020, aos 62 anos, em sua casa em Londres.